# Thomas Fincke
Thomas Fincke (født 6. januar 1561 i Flensborg i hertugdømmet Slesvig, død 24. april 1656 i København) var en dansk professor, læge og matematiker.

## Opvækst og uddannelse
Thomas Fincke var søn af rådmand Jacob Fincke (død 1570) og Anna Thorsmede (død 1561). Efter at han havde fuldført skolegangen på Flensborg skole begyndte han i 1577 på akademiet i Strasbourg. Her studerede han i fem år både matematik, retorik og andre filosofiske studier.
I sit ægteskab havde Fincke 9 børn, hvoraf de 5 blev voksne: Jacob Fincke, der blev professor, Anna, der blev gift med professor Caspar Bartholin, Margrethe, gift med Dr. med. Jørgen Fuiren,  Dorothea (Dorthe) med professor Ole Worm, Drude med professor Hans Rasmussen Brochmand. Gennem disse børn blev Fincke stamfader til en mærkelig og talrig efterslægt, blandt hvilken en mængde professorer og andre lærde mænd.

## Matematiker og medicin
I Basel udgav han sit matematiske værk "Geometriæ rotundi libri 14" i 1583. Syv år senere, i 1590 blev han professor i matematik ved Københavns universitet. I 1603 fik han også et professorat i medicin, en stilling han havde længere end nogen anden. Men efter 1641 var han stoppet med at holde forelæsninger.

## Trigonometriske funktioner
Thomas Fincke indførte de Trigonometrisk funktioner tangens og sekans (i sin bog "Geometriæ rotundi" 1583).